# Ross Wales
Ross Wales (n. 17 octombrie 1947, Youngstown⁠(d), Ohio, SUA) este un înotător ce a reprezentat Statele Unite ale Americii, medaliat olimpic. A participat la o ediție a Jocurilor Olimpice (1968) în care a câștigat două medalii de bronz.